# 霍苏·考廷考
霍苏·考廷考（匈牙利語：Hosszú Katinka，1989年5月3日—），匈牙利女子游泳運動員，參加過2004年、2008年、2012年和2016年四次夏季奧林匹克運動會，并在2016年奥运会上获得四百米混合泳的金牌并打破世界纪录。

## 生平
霍苏在2004年歐洲短道游泳錦標賽中獲得其第一面國際大賽獎牌：女子400公尺混合式銅牌。
2009年，2009年世界游泳錦標賽中贏得女子200公尺混合式及女子200公尺蝶式兩面銅牌（成為女子400公尺混合式世界冠軍前）。同年，被選為匈牙利年度運動員。
2010年，在其家鄉所舉辦的2010年歐洲游泳錦標賽中，贏得女子400公尺混合式銀牌，並且成為女子200公尺蝶式及女子200公尺混合式的歐洲冠軍，同時也是女子4x200公尺自由式接力的比賽隊伍成員。
在2012年夏季奧林匹克運動會女子400公尺混合式游泳比賽決賽中，游出4:33.49的成績，位居第四。
於2013年世界游泳錦標賽中，為了專注於200公尺混合式游泳比賽項目，進而放棄了100公尺仰式比賽項目，在經過兩輪的預賽後，最後於決賽時，以 2:07.92 取得冠軍。
在2013年世界盃游泳比賽中，創造了100公尺混合式、200公尺混合式及400公尺混合式的世界紀錄，同時於世界盃系列賽事中，兩度締造200公尺世界紀錄，更三度刷新100公尺世界紀錄。
於2014年世界短道游泳錦標賽中，取得了4面金牌，3面銀牌及1面銅牌，共8面獎牌，成為該次賽會上獎牌數最多的運動員；並且締造了4個項目的新世界紀錄。

### 2015年世界游泳錦標賽

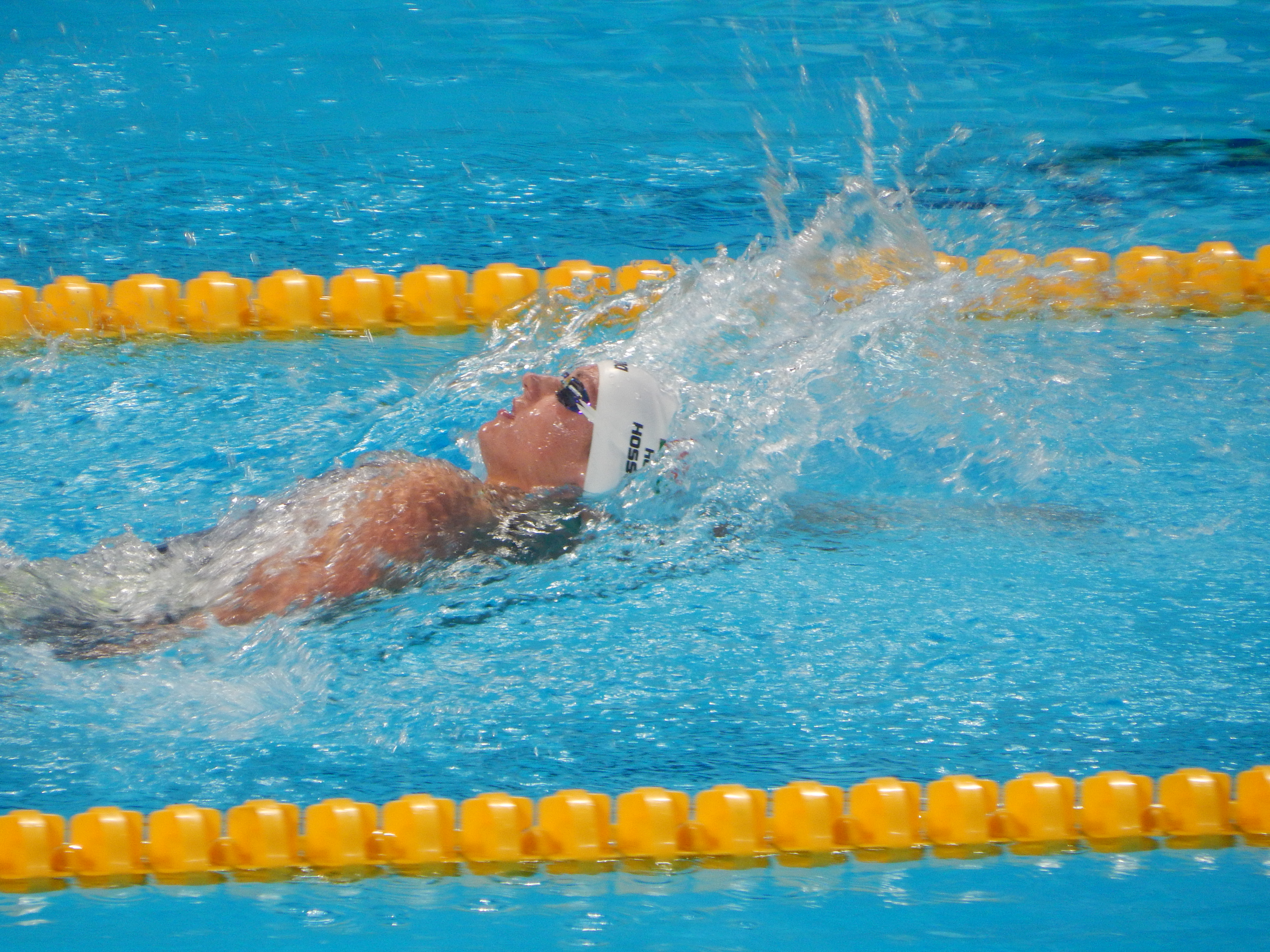
2015年於喀山世界游泳錦標賽

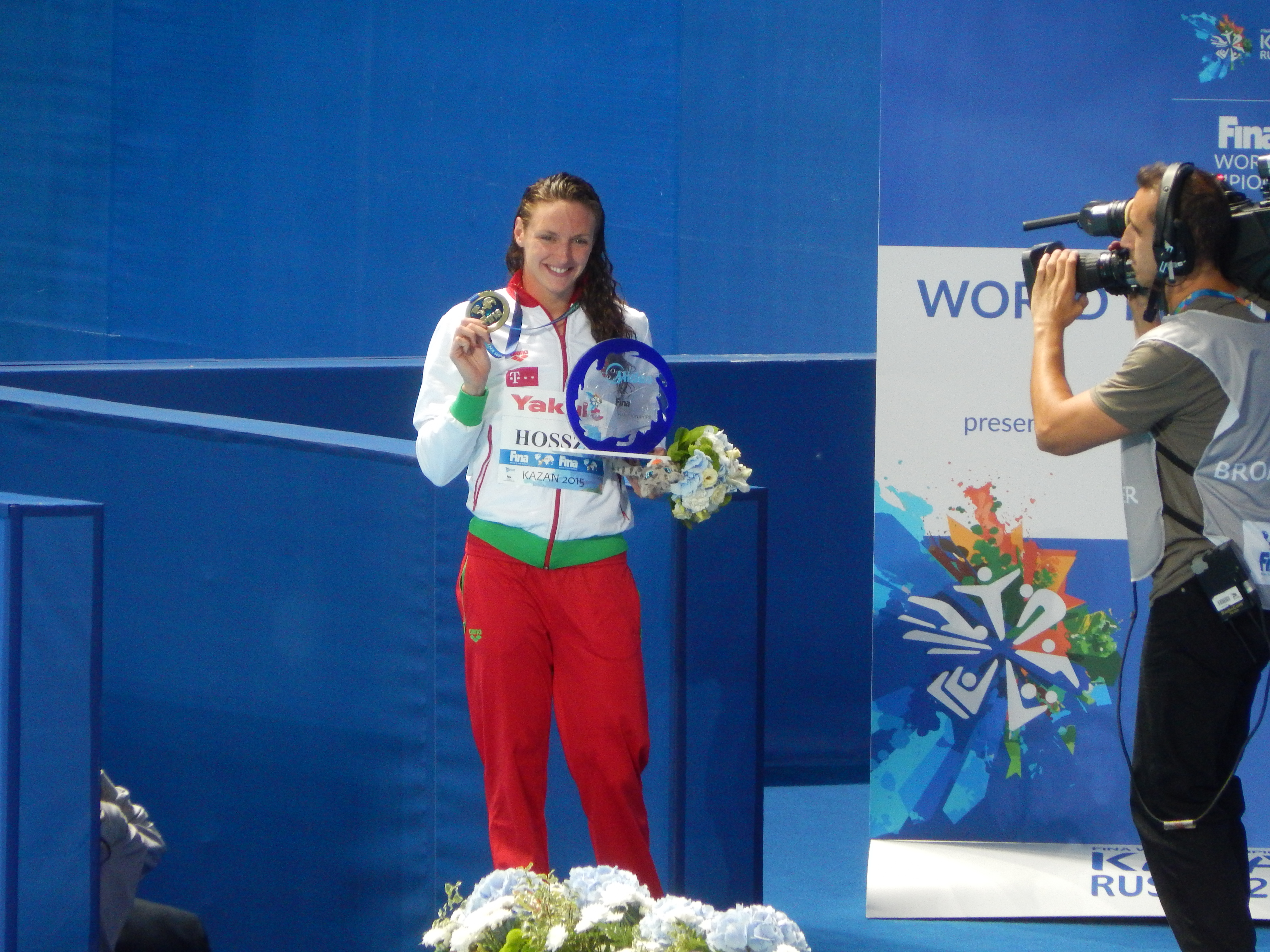
2015年於喀山世界游泳錦標賽世界紀錄獎

在女子200公尺混合式以 2:06.12 的成績，再度締造新的世界紀錄。並獲大會頒贈世界紀錄獎。

### 2016年夏季奧林匹克運動會
2016年於巴西里約熱內盧所舉行的2016年夏季奧林匹克運動會中，在女子400公尺混合式比賽中，以打破世界紀錄的成績，贏得金牌。